# Linda Bartoshuk
Linda May Bartoshuk (* 1938 in Aberdeen, South Dakota, Vereinigte Staaten) ist eine US-amerikanische Psychologin und Hochschullehrerin. Sie ist Bushnell-Professorin für Lebensmittelwissenschaft und menschliche Ernährung an der University of Florida und Leiterin der psychophysischen Forschung am Zentrum für Geruch und Geschmack der Universität. Sie ist bekannt für ihre Entdeckung der Superschmecker, Menschen, die mehr Geschmacksknospen haben als der Durchschnittsmensch, ihre Arbeit zur Geschmacksverbesserung bei Tomaten und für die Entdeckung einer Krankheit, die als Burning-Mouth-Syndrom bekannt ist.

## Leben und Werk
Bartoshuk studierte Astronomie, Mathematik und Psychologie am Carleton College, wo sie 1960 den Bachelor of Art erwarb. An der Brown University erhielt sie 1963 ihren Master of Science und promovierte dort 1965 in Psychologie.
Nach ihrem Abschluss forschte sie in den Natick Army Research Labs, wo Forschungen zu Nahrungsmitteln für Militärpersonal durchgeführt werden, und forschte dann bei der Pierce Foundation und an der Yale University. Nach 35 Jahren Forschung an der Yale University zog sie 2005 an die University of Florida, um ihre Arbeit über genetisch und pathologisch bedingte Unterschiede in der Wahrnehmung von Nahrungsmitteln und Getränken fortzusetzen. Sie wechselte in die Abteilung für Lebensmittelwissenschaft und menschliche Ernährung, wo sie mit Lebensmittelwissenschaftlern sowie Kollegen aus dem Gartenbau zusammenarbeitet, um die Auswirkungen von flüchtigen Pflanzenstoffen auf den Geschmack zu untersuchen.

## Forschung

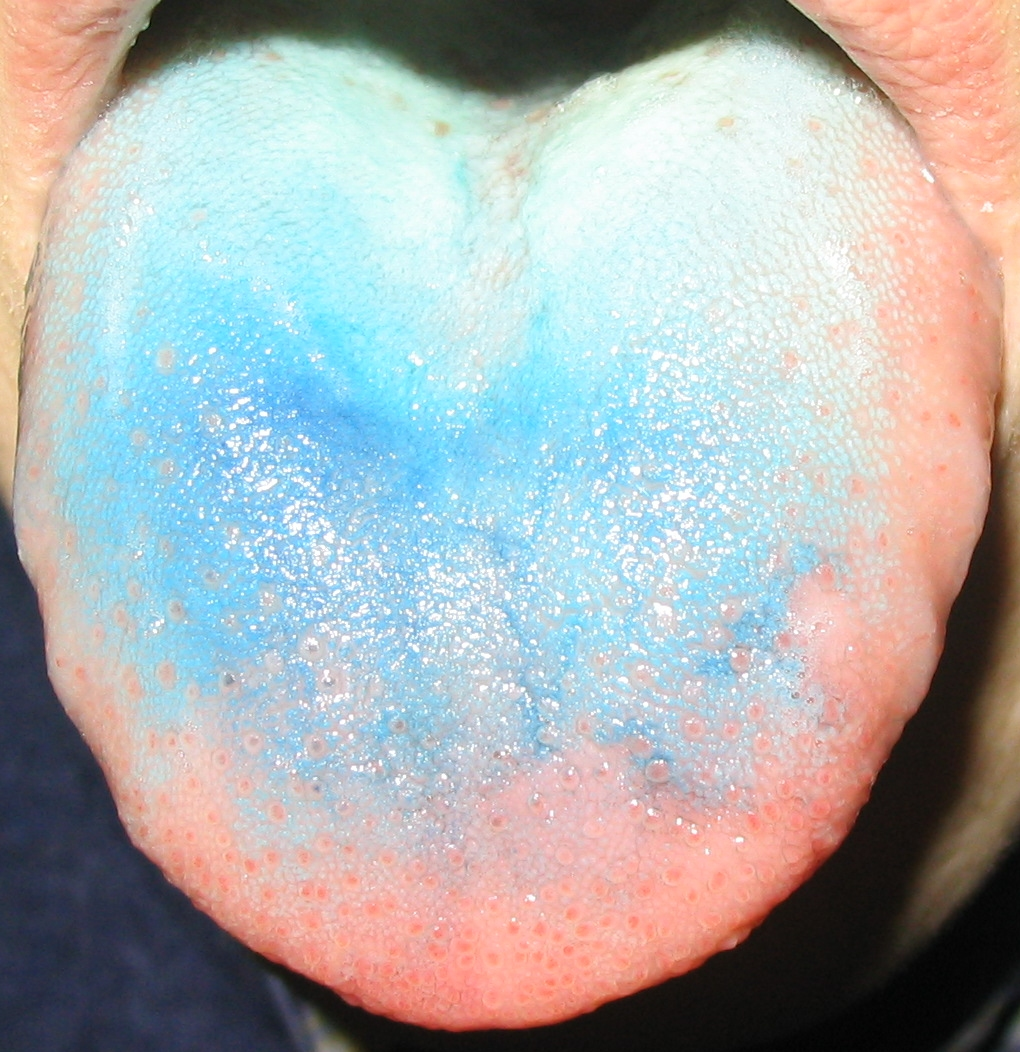
Superschmecker haben tendenziell mehr Pilzpapillen und Schmerzrezeptoren als Schmecker und Nichtschmecker: Mit blauer Lebensmittelfarbe gefärbte Zunge, die die pilzförmigen Papillen freilegt

Als Experimentalpsychologin entdeckte Bartoshuk unerwartete Zusammenhänge zwischen der menschlichen Gesundheit und dem Geschmackssinn. Sie zeigte, dass der Geschmackswahrnehmung hemmende Prozesse zugrunde liegen und dass Nervenschäden infolge von Krankheiten, Traumata oder Chemotherapie diese Hemmung aufheben und Schmerzen oder Geschmacksstörungen verursachen können.
Bartoshuks bekannteste Arbeit war die Entdeckung, dass manche Menschen das sind, was Bartoshuk als Superschmecker bezeichnet. Bartoshuk verwendete die bitter schmeckende Chemikalie Phenylthiocarbamid (PTC), um ein 1931 entdecktes Phänomen der Geschmacksblindheit wieder aufzugreifen. Sie stellte fest, dass manche Menschen nicht nur stärker auf PTC reagierten, sondern auf alle möglichen Geschmacksrichtungen. Bartoshuk und ihre Studenten entwickelten daraufhin neue Messtechniken zur Quantifizierung von Empfindungen sowie der Freude und Unlust, die diese Empfindungen hervorrufen. Sie wurde damit eine Pionierin bei der Entwicklung neuer Methoden der psychophysischen Skalierung.
Sie war die erste, die Superschmecker identifizierte, die eine ungewöhnlich hohe Anzahl von Geschmacksknospen haben und Geschmäcker intensiver wahrnehmen. Da sie Geschmäcker so intensiv wahrnehmen, neigen Superschmecker dazu, eine Reihe von Nahrungsmitteln zu meiden, wie zum Beispiel bitteres Gemüse.
Bartoshuk hat mit Kollegen aus dem Gartenbau zusammengearbeitet, um den Geschmack von Obst und Gemüse zu verbessern. Diese Arbeit führte zufällig zu einer neuen Methode, süße und salzige Geschmacksempfindungen zu verstärken und bittere Geschmacksempfindungen zu reduzieren. Dies könnte zu einer neuen Methode führen, die Geschmacksfunktion bei Patienten mit Geschmacksnervenschäden wiederherzustellen. Diese Arbeit wird auch dazu beitragen, die Aufnahme von Zucker und künstlichen Süßstoffen sowie die Natriumaufnahme zu reduzieren. Die Fähigkeit, unerwünschte bittere Empfindungen zu reduzieren, wird dazu beitragen, gesunde, bitter schmeckende Lebensmittel (z. B. grünes Blattgemüse) sowie Medikamente (bei Säuglingen und Kindern) zu sich zu nehmen.
Sie hat die ernährungsbedingten Folgen von Geschmacksschäden durch Viren untersucht. Diese Geschmacksschäden führen zu einer Intensivierung der sensorischen Signale von Fetten mit einer Verbesserung der Schmackhaftigkeit fettreicher Lebensmittel und einer Gewichtszunahme. Diese Arbeit könnte möglicherweise auf den durch das Covid-19-Virus verursachten Geschmacksverlust angewendet werden.
Bartoshuk war die erste Wissenschaftlerin, die das Burning-Mouth-Syndrom entdeckte, an dem vor allem Frauen nach der Menopause leiden. Es ist die Folge einer Schädigung der Geschmacksknospen an der Vorderseite der Zunge und ist keine psychosomatische Erkrankung, wie lange angenommen wurde.
Bartoshuk suchte auch nach Faktoren, die zur Gewichtszunahme beitragen. Sie hat beispielsweise herausgefunden, dass Menschen mit einer Vorgeschichte von Ohrenentzündungen eher übergewichtig sind. Sie vermutet, dass dies auf Nervenschäden zurückzuführen sein könnte, die den Nerv daran hindern können, taktile Empfindungen zu unterdrücken.
Sie war Präsidentin der Association for Psychological Science (APS), der Association for Chemoception Sciences (AChemS), der Eastern Psychological Association (EPA) und zweier Abteilungen der American Psychological Association (APA). Sie wurde in die Society of Experimental Psychologists, die American Academy of Arts and Sciences und die National Academy of Sciences gewählt.
Am 5. Juli 2024 betrug ihr h-Index 83.

## Auszeichnungen (Auswahl)
- 1970: Scientific Director’s Silver Key Award, Natick Army Labs
- 1984–1992: Pepper Neuroscience Investigator Award
- 1990: Manheimer Award, Monell Chemical Senses Institute
- 1995: Fellow der American Academy of Arts and Sciences
- 1998: Max Mozell Award for Outstanding Achievement in the Chemical Senses, Association for Chemoreception Sciences
- 2001: Ehrendoktor, Carleton College
- 2003: Wahl in die National Academy of Sciences[7][8]
- 2004: International Flavors and Fragrances Award for Innovative Research
- 2009: Hilgard Award for General Psychology, American Psychological Association
- 2011: John P. McGovern Award in Behavioral Sciences, American Association for the Advancement of Science (AAAS)
- 2013: William James Fellow Award, Association for Psychological Science
- 2019: Distinguished Scientific Contribution Award, American Psychological Association[9]

## Veröffentlichungen (Auswahl)
- mit Chi-Hang Lee, Richard Scarpellino: Sweet Taste of Water Induced by Artichoke (Cynara scolymus). In: Science. Band 178, Nr. 4064, 1972, S. 988–99. doi:10.1126/science.178.4064.988
- The Psychophysics of Taste (PDF). American Journal of Clinical Nutrition. 31 (6), 1978, S. 1068–1077. doi:10.1093/ajcn/31.6.1068.
- mit E. Dreyer, H. J. Klee, A. Z. Odabasi, C. A. Sims, D. J. Snyder, D.M. Tieman: Mutant tomato varieties and the study of volatile-enhanced-sweetness. Paper presented at the Association for Chemoreception Sciences, 2014.
- Psychophysical advances aid the study of genetic variation in taste. Appetite. 34 (1), 2000, S. 105. doi:10.1006/appe.1999.0287
- mit Valerie B. Duffy, Inglis J. Miller: PTC/PROP tasting: Anatomy, psychophysics, and sex effects. Physiology & Behavior. 56 (6), 1994, S. 1165–1171. doi:10.1016/0031-9384(94)90361.
- mit M. D. Basson, S. Z. Dichello, L. Panzini, J. M. Weiffenbach, V. B. Duffy: Association between 6-n-propylthiouracil (PROP) bitterness and colonic neoplasms. Digestive Diseases and Sciences. 50 (3), 2005, S. 483–489. doi:10.1007/s10620-005-2462-7.
- mit John E. Hayes, M. Linda, Judith R. Kidd, Valerie B. Duffy: Supertasting and PROP Bitterness Depends on More Than the TAS2R38 Gene. Chemical Senses. 33 (3), 2008, S. 255–265. doi:10.1093/chemse/bjm084